# Nun (litera)

Fenicka litera nun

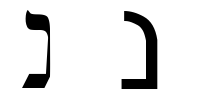
Hebrajska litera nun w kroju pisma (kolejno od prawej do lewej): nowoczesnym bezszeryfowym i tradycyjnym

Nun (נ/ן ,ن) – czternasta litera alfabetów semickich, m.in. fenickiego, aramejskiego, arabskiego i hebrajskiego.
W hebrajskim odpowiada dźwiękowi [n], jak np. lifnej לפני (przed) lub tejman תימן (Jemen).